# دومسفريس (فيرجينيا)
دومسفريس (بالإنجليزية: Dumfries, Virginia)‏ هي بلدة أمريكية تقع في الولايات المتحدة في مقاطعة برينس ويليام (فيرجينيا). يقدر عدد سكانها بـ 4,961 نسمة ومساحتها 4.1 كم2 وترتفع عن سطح البحر 11 متر.

## التركيبة السكانية
حدّد مكتب تعداد الولايات المتحدة بيانات التركيبة السكانية لدومسفريس في تعداد الولايات المتحدة. في ما يلي، التركيبة السكانية حسب تعدادي 2000 و2010.

### تعداد عام 2000
بلغ عدد سكان دومسفريس 4,937 نسمة بحسب تعداد عام 2000، وبلغ عدد الأسر 1,573 أسرة وعدد العائلات 1,198 عائلة مقيمة في البلدة. في حين سجلت الكثافة السكانية 1,228.1 نسمة لكل كيلومتر مربع (3,180.8/ميل2). وبلغ عدد الوحدات السكنية 1,699 وحدة بمتوسط كثافة قدره 422.6 لكل كيلومتر مربع (1,094.5/ميل2).
وتوزع التركيب العرقي للبلدة بنسبة 52.91% من البيض و35.26% من الأمريكيين الأفارقة و0.63% من الأمريكيين الأصليين و1.07% من الأمريكيين ذوي الأصول الآسيوية و5.73% من الأعراق الأخرى و4.40% من عرقين مختلطين أو أكثر و13.06% من الهسبانيون أو اللاتينيون من أي عرق.
بلغ عدد الأسر 1,573 أسرة كانت نسبة 52.3% منها لديها أطفال تحت سن الثامنة عشر تعيش معهم، وبلغت نسبة الأزواج القاطنين مع بعضهم البعض 48.8% من أصل المجموع الكلي للأسر، ونسبة 19.7% من الأسر كان لديها معيلات من الإناث دون وجود شريك،  بينما كانت نسبة 7.7% من الأسر لديها معيلون من الذكور دون وجود شريكة وكانت نسبة 23.8% من غير العائلات. تألفت نسبة 16.5% من أصل جميع الأسر من عدة أفراد يعيشون في نفس المنزل ونسبة 3.7% كانت تتألف من شخص يعيش بمفرده يبلغ من العمر 65 عاماً أو أكثر. وبلغ متوسط حجم الأسرة المعيشية 3.13، أما متوسط حجم العائلات فبلغ 3.51.
بلغ العمر الوسطي للسكان 29.0 عاماً. وكانت نسبة 34.9% من القاطنين تحت سن الثامنة عشر، وكانت نسبة 9.7% بين الثامنة عشر والرابعة والعشرين عاماً، ونسبة 33.5% كانت واقعةً في الفئة العمرية ما بين الخامسة والعشرين والرابعة والأربعين عاماً، ونسبة 17.1% كانت ما بين الخامسة والأربعين والرابعة والستين، ونسبة 4.7% كانت ضمن فئة الخامسة والستين عاماً فما فوق. يوجد لكل 100 أنثى 99.0 ذكر، ويوجد لكل 100 أنثى في الثامنة عشر من عمرها فما فوق 93.0 ذكر.
بلغ متوسط دخل الأسرة في البلدة 43,672 دولارًا، أما متوسط دخل العائلة فبلغ 46,927 دولارًا. وكان متوسط دخل الذكور 35,247 دولارًا مقابل 24,451 دولارًا للإناث. وسجل دخل الفرد الخاص بالبلدة 17,652 دولارًا. وكانت نسبة 10.4% من العائلات ونسبة 12.5% من السكان تحت خط الفقر، وكان من هؤلاء نسبة 16.7% تحت سن الثامنة عشر ونسبة 7.1% في الخامسة والستين من العمر وما فوق.

### تعداد عام 2010
بلغ عدد سكان دومسفريس 4,961 نسمة بحسب تعداد عام 2010، وبلغ عدد الأسر 1,531 أسرة وعدد العائلات 1,146 عائلة مقيمة في البلدة. في حين سجلت الكثافة السكانية 1,234.1 نسمة لكل كيلومتر مربع (3,196.3/ميل2). وبلغ عدد الوحدات السكنية 1,689 وحدة بمتوسط كثافة قدره 420.1 لكل كيلومتر مربع (1,088.1/ميل2).
وتوزع التركيب العرقي للبلدة بنسبة 39.55% من البيض و35.07% من الأمريكيين الأفارقة و1.47% من الأمريكيين الأصليين و4.29% من الأمريكيين ذوي الأصول الآسيوية و0.06% من سكان جزر المحيط الهادئ و13.22% من الأعراق الأخرى و6.33% من عرقين مختلطين أو أكثر و26.77% من الهسبانيون أو اللاتينيون من أي عرق.
بلغ عدد الأسر 1,531 أسرة كانت نسبة 47% منها لديها أطفال تحت سن الثامنة عشر تعيش معهم، وبلغت نسبة الأزواج القاطنين مع بعضهم البعض 44.5% من أصل المجموع الكلي للأسر، ونسبة 22.7% من الأسر كان لديها معيلات من الإناث دون وجود شريك،  بينما كانت نسبة 7.6% من الأسر لديها معيلون من الذكور دون وجود شريكة وكانت نسبة 25.1% من غير العائلات. تألفت نسبة 18.2% من أصل جميع الأسر من عدة أفراد يعيشون في نفس المنزل ونسبة 4.3% كانت تتألف من شخص يعيش بمفرده يبلغ من العمر 65 عاماً أو أكثر. وبلغ متوسط حجم الأسرة المعيشية 3.23، أما متوسط حجم العائلات فبلغ 3.64.
بلغ العمر الوسطي للسكان 30.3 عاماً. وكانت نسبة 30.6% من القاطنين تحت سن الثامنة عشر، وكانت نسبة 11% بين الثامنة عشر والرابعة والعشرين عاماً، ونسبة 29.5% كانت واقعةً في الفئة العمرية ما بين الخامسة والعشرين والرابعة والأربعين عاماً، ونسبة 22.9% كانت ما بين الخامسة والأربعين والرابعة والستين، ونسبة 6% كانت ضمن فئة الخامسة والستين عاماً فما فوق. وتوزع التركيب الجنسي للسكان بنسبة 49.1% ذكور و50.9% إناث.

## أعلام
- جون غراهام
- كيندال مارشال
- كريس كوبر
- جورج غراهام
- هنري لي الثالث